# 고미나토정 (아오모리현)
고미나토정(小湊町)은 아오모리현 히가시쓰가루군에 있던 정이다. 현재의 히라나이정에 해당한다.

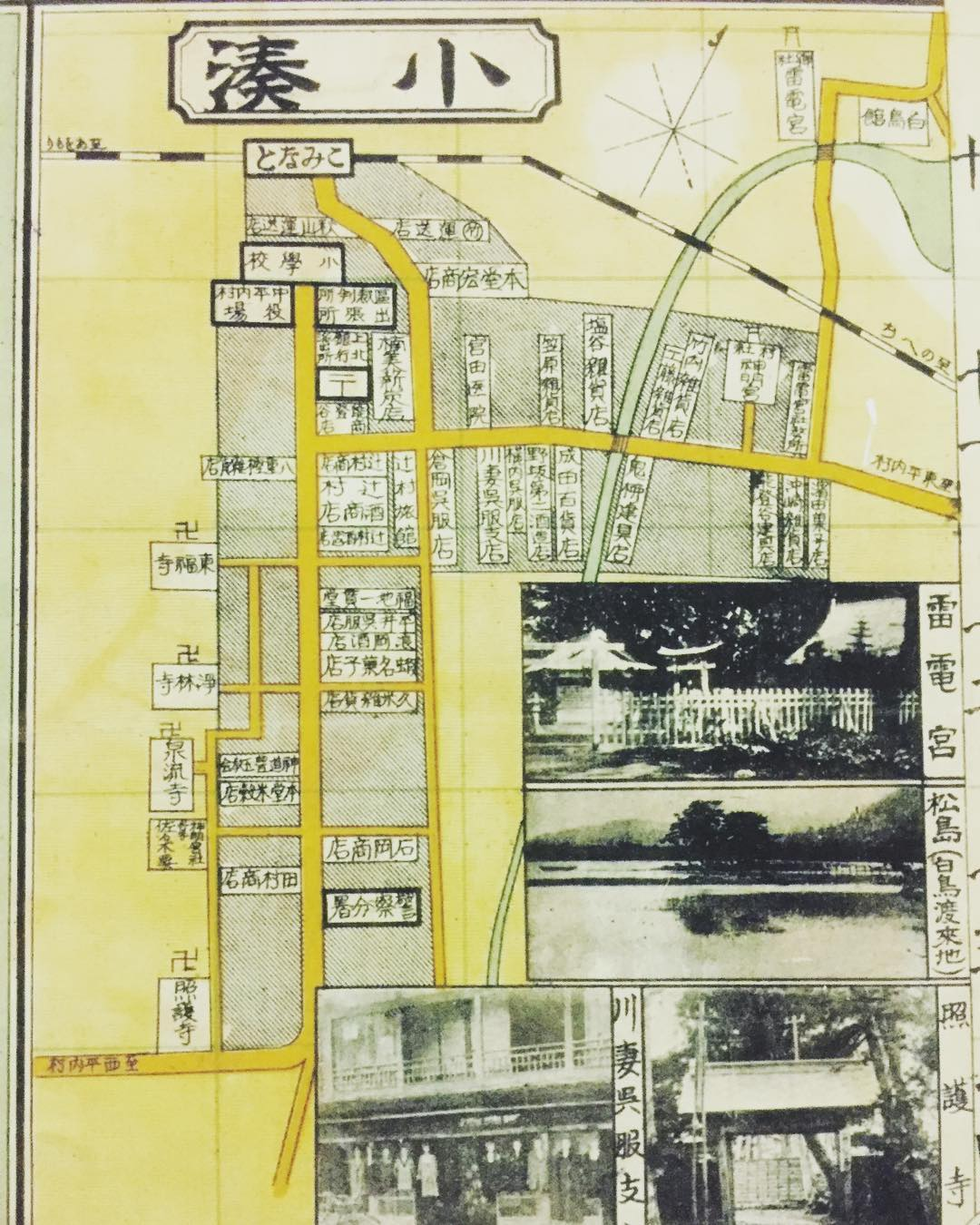

## 지리
북쪽은 무쓰만과 접한다.
고미나토항이 있었기 때문에, 일본철도가 개업 전에 한때 종착역을 설치하는 구상을 밝혔으며, 1946년 7월 1일부터 1949년 7월 15일까지 하코다테항과의 사이에 세이칸 연락선의 보조 항로로서의 고미나토 항로가 개설되었다.

## 연혁
- 1889년 4월 1일 - 정촌제 시행에 의해 히가시쓰가루군 고미나토촌, 모리타촌, 후쿠시마촌, 아사도코촌, 타모키촌, 우치노지촌, 하마코촌, 누마타테촌, 시라스나촌, 히가시타키촌, 히가시타자와촌, 후쿠타테촌이 합병해, 나카히라나이촌(中平内村)을 발족하였다.
- 1928년 10월 1일 - 정제를 시행하면서 고미나토정으로 바꾸었다.
- 1955년 3월 31일 - 히가시쓰가루군 히가시히라나이촌, 니시히라나이촌과 합병하여 히라나이정이 되어 소멸하였다.

## 교통

### 철도
- 일본국유철도
  - 도호쿠 본선:고미나토역

## 참고문헌
- 『市町村名変遷辞典』東京堂出版、1990年。
- 『東奥年鑑』（東奥日報社）1952年版。